# Winifer Fernández
Winifer María Fernández Pérez  (Santiago de los Caballeros, República Dominicana, 6 de enero de 1995), conocida deportivamente como Winifer Fernández o simplemente Winifer, es una voleibolista Dominicana que juega en la posición de defensa, recepción y líbero. Su equipo actual es Cienfuegos de República Dominicana. También forma parte de la Selección femenina de voleibol de la República Dominicana.

## Trayectoria
Nacida en la ciudad de Santiago de los Caballeros, comenzó a practicar el voleibol a la edad de diez años. En 2009 se trasladó a la ciudad de Santo Domingo para formar parte de la selección nacional juvenil.
En 2010,  ganó la triple corona del torneo NORCECA sub-18 como mejor defensa, mejor recepción y mejor líbero. Ha representado a Santiago en diversos torneos nacionales e intercambios internacionales.
En 2012 dio un gran ascenso en el voleibol internacional, al ser incluida en el roster oficial de la Selección Nacional Femenina de Mayores, haciendo su debut en el Grand Prix de Voleibol de dicho año.

https://opencorporates.com/companies/do/609503 FUNDACION WINIFER FERNANDEZ

## Clubes
| Club         | País                 | Año         |
| ------------ | -------------------- | ----------- |
| Santiago     | República Dominicana | 2008- 2009  |
| Cienfuegos   | República Dominicana | 2009 - 2011 |
| Santiago     | República Dominicana | 2012        |
| Telekom Baku | Azerbaiyán           | 2013 - 2014 |
| Rabita Baku  | Azerbaiyán           | 2014 - 2015 |
| Mirador      | República Dominicana | 2015        |
| Cienfuegos   | República Dominicana | 2016 - Act. |

## Palmarés

### Campeonatos nacionales
| Título                                                           | Equipo      | Temporada | Resultado         |
| ---------------------------------------------------------------- | ----------- | --------- | ----------------- |
| Liga de voleibol de República Dominicana                         | Santiago    | 2008      | Medalla de bronce |
| XXXV Torneo Intermunicipal de Voleibol de República Dominicana   | Cienfuegos  | 2009      | Medalla de oro    |
| XXXVII Torneo Intermunicipal de Voleibol de República Dominicana | Cienfuegos  | 2011      | Medalla de oro    |
| Copa del Cibao de República Dominicana                           | Santiago    | 2012      | Medalla de oro    |
| Superliga de Voleibol femenino de Azerbaiyán                     | Rabita Baku | 2014-2015 | Medalla de oro    |
| XLI Torneo Intermunicipal de Voleibol de República Dominicana    | Cienfuegos  | 2015      | Medalla de oro    |

### Campeonatos internacionales
| Título                                                | Equipo                                                    | Sede                 | Temporada | Resultado         |
| ----------------------------------------------------- | --------------------------------------------------------- | -------------------- | --------- | ----------------- |
| Copa Latina                                           | Selección femenina de voleibol de la República Dominicana | Perú                 | 2012      | Medalla de plata  |
| CEV Champions League                                  | Telekom Baku                                              | Unión Europea        | 2013-2014 | Medalla de bronce |
| Copa Panamericana de Voleibol Femenino Sub-18         | Selección femenina de voleibol de la República Dominicana | Cuba                 | 2015      | Medalla de plata  |
| Grupo 2 del Grand Prix de Voleibol de 2016            | Selección femenina de voleibol de la República Dominicana | Bulgaria             | 2016      | Medalla de oro    |
| Copa Panamericana de Voleibol Femenino de 2016        | Selección femenina de voleibol de la República Dominicana | República Dominicana | 2016      | Medalla de oro    |
| Copa Panamericana de Voleibol Femenino Sub-23 de 2016 | Selección femenina de voleibol de la República Dominicana | Perú                 | 2016      | Medalla de oro    |

Distinciones individuales

### Distinciones individuales
| Distinción                                                                    | Año  |
| ----------------------------------------------------------------------------- | ---- |
| Mejor receptora Campeonato NORCECA de Voleibol Femenino Sub-18                | 2010 |
| Mejor defensa Campeonato NORCECA de Voleibol Femenino Sub-18                  | 2010 |
| Mejor líbero Campeonato NORCECA de Voleibol Femenino Sub-18                   | 2010 |
| Mejor líbero Copa Panamericana de Voleibol Femenino Sub-18                    | 2011 |
| Mejor receptora Campeonato NORCECA de Voleibol Femenino Sub-18                | 2012 |
| Mejor receptora Campeonato NORCECA de Voleibol Femenino Sub-18                | 2012 |
| Mejor receptora Campeonato NORCECA de Voleibol Femenino Sub-18                | 2012 |
| Mejor receptora Campeonato NORCECA de Voleibol Femenino Sub-18                | 2012 |
| Jugadora más valiosa Campeonato NORCECA de Voleibol Femenino Sub-18           | 2012 |
| Jugadora más valiosa Baja California International Cup                        | 2013 |
| Mejor líbero XLI Torneo de Intermunicipal de Voleibol de República Dominicana | 2015 |
| Mejor defensa Copa Panamericana Sub-23 de Voleibol Femenino                   | 2016 |